# Order Zasługi Świętego Michała
Order Zasługi Świętego Michała (niem. Verdienstorden vom Heiligen Michael) – order rycerski Elektoratu Bawarii, a później Królestwa Bawarii, nadawany od 1693 do 1918.

## Historia
Order ustanowił 29 września 1693 ks. bawarski abp. Józef Klemens pod nazwą Order Świętego Michała. Odziedziczony przez Elektorów Bawarii nadawany był przez Maksymiliana III Józefa pod nazwą Order Rycerski Świętego Archanioła Michała (Ritterorden des Heiligen Erzengels Michael). Przeznaczony był dla reprezentantów szlachty, których obowiązkiem była obrona wiary katolickiej poprzez modlitwę i sakramety oraz wsparcie finansowe. W 1777 Karol IV Teodor przekazał prawa do tytułu wielkiego mistrza orderu swojemu bratankowi Palatynowi Dwóch Mostów ks. Karolowi II Augustowi. Po sekularyzacji i mediatyzacji w 1803 order został przejęty przez króla Bawarii Maksymiliana I Józefa w 1808 i zatwierdzony w 1812. Odtąd bawarski król sprawował funkcję jego suwerena, a wielkim mistrzem mianowano któregoś z książąt bawarskich np. w 1819 ósmym wielkim mistrzem był Wilhelm Wittelsbach. Po jego śmieci, król Ludwik I dekretem z 16 lutego 1837 przekształcił odznaczenie w order zasługi zmieniając jego nazwę na Order Zasługi Świętego Michała, przejmując tytuł wielkiego mistrza, liberalizując zasady nadawania (każdy mógł zostać odznaczony, niezależnie od wiary czy narodowości) i ustalając limity odznaczonych dla poszczególnych klas (24 Krzyże Wielkie, 40 Komandorów i 300 Kawalerów).
Order podzielono początkowo na trzy, a później na pięć klas:
- Krzyż Wieki (Großkreuz),
- Wielki Komandor (Großkomtur) – od 24 czerwca 1855,
- Komandor (Komtur),
- Kawaler (Ritter),
- Kawaler II klasy (Ritter II. Klasse) – od 24 czerwca 1855[7][8].

Nowe nazwy dla klas wprowadzono w 1887, dodano kilka nowych klas m.in. w 1910. Ostatecznie z końcem monarchia w 1918 order był podzielony na:
- Krzyż Wieki (Großkreuz),
- I Klasa (I. Klasse),
- II Klasa z Gwiazdą (II. Klasse mit Stern)
- II Klasa (II. Klasse),
- Krzyż Honorowy (Ehrenkreuz),
- III Klasa (III. Klasse),
- IV Klasa z Koroną (IV. Klasse mit Krone),
- IV Klasa (IV. Klasse),

oraz
- Krzyż Zasługi z Koroną (Verdienstkreuz mit Krone),
- Krzyż Zasługi (Verdienstkreuz),
- Srebrny Medal Zasługi (Silberne Verdienstmedaille),
- Brązowy Medal Zasługi (Bronzene Verdienstmedaille)[9][10].

Konstytucja weimarska z 11 sierpnia 1919 w artykule 109 pkt 4 i 5 zniosła możliwość nadawania orderów i odznaczeń państwowych, a jednocześnie zabraniała obywatelom Niemiec przyjmowania jakichkolwiek tytułów i orderów obcych rządów.